# Нью-Вернон Тауншип (округ Мерсер, Пенсільванія)
Нью-Вернон Тауншип (англ. New Vernon Township) — селище (англ. township) в США, в окрузі Мерсер штату Пенсільванія. Населення — 497 осіб (2020).

## Демографія
Згідно з переписом 2010 року, у селищі мешкали 504 особи в 199 домогосподарствах у складі 147 родин. Було 231 помешкання
Расовий склад населення:
| - 98,2 % — білих - 0,6 % — азіатів - 0,2 % — корінних американців - 0,2 % — чорних або афроамериканців |

До двох чи більше рас належало 0,8 %. Частка іспаномовних становила 0,0 % від усіх жителів.
За віковим діапазоном населення розподілялося таким чином: 24,0 % — особи молодші 18 років, 58,9 % — особи у віці 18—64 років, 17,1 % — особи у віці 65 років та старші. Медіана віку мешканця становила 45,3 року. На 100 осіб жіночої статі у селищі припадало 102,4 чоловіків;  на 100 жінок у віці від 18 років та старших — 108,2 чоловіків також старших 18 років.
Середній дохід на одне домашнє господарство  становив 50 193 долари США (медіана — 40 208), а середній дохід на одну сім'ю — 53 056 доларів (медіана — 45 313). За межею бідності перебувало 14,6 % осіб, у тому числі 39,3 % дітей у віці до 18 років та 4,0 % осіб у віці 65 років та старших.
Цивільне працевлаштоване населення становило 190 осіб. Основні галузі зайнятості: виробництво — 21,1 %, освіта, охорона здоров'я та соціальна допомога — 16,3 %, сільське господарство, лісництво, риболовля — 12,1 %, мистецтво, розваги та відпочинок — 10,0 %.